# Free Soul
Free Soul, scritto in caratteri occidentali anche in Giappone, oppure in katakana come フリー・ソウル (?, Furī Sōru) è un manga yuri dell'autrice Ebine Yamaji, pubblicato nel 2005 e dai chiari contenuti adatti ad un pubblico maturo: omosessualità ed incesto soprattutto.

## Trama
Free Soul racconta la crescita emotiva della protagonista della storia, la giovane mangaka Keito. Abbandonata la sua casa dopo una violenta lite con la madre, a causa della sua omosessualità, Keito si ritrova a vivere nell'appartamento dell'anziana ed eccentrica artista Takeuchi Rui, dove incontra e conosce Sumihiko, un giovane di bell'aspetto al servizio della donna come suo cuoco personale e modello per i suoi dipinti.
Grazie all'ambiente creativo particolarmente favorevole, Keito si immerge nel suo lavoro: un manga che ha per protagonista Angie, una cantante lesbica di colore, che rappresenta per la giovane mangaka una sorta di idolo da prendere a modello. Man a mano che il lavoro al suo manga procede, Keito inizia ad intessere nuovi rapporti sociali, il più importante dei quali è costituito dalla sua relazione con la musicista jazz Niki, conosciuta in maniera del tutto casuale nel negozio di dischi presso cui Keiko lavora.
Sebbene in principio il loro rapporto rimanga episodico e non sembri destinato ad evolversi verso qualcosa di più stabile, fondamentalmente a causa del fatto che Niki non è avvezza a legami duraturi e sembra sentimentalmente legata alla figura di suo padre, proprio attraverso questa relazione Keiko riesce a crescere e migliorarsi, attraverso una parabola di maturazione di cui l'intero manga della Yamaji è metafora.
La fine del manga fondamentalmente presenta il compimento dei due diversi obiettivi prioritari nella vita della protagonista: la conclusione del manga cui lei stessa stava lavorando e della relazione altalenante con Niki, destinata a diventare invece un rapporto più serio e stabile.

## Edizione
- Free Soul, 1ª ed., Bologna, Kappa Edizioni, maggio 2006,  pp. 208 pagine, ISBN 88-7471-118-2.